# Nõmme Kalju Football Club 2024
Questa voce raccoglie le informazioni riguardanti il Nõmme Kalju Football Club nelle competizioni ufficiali della stagione 2024.

## Stagione
- In campionato il Kalju Nõmme termina al secondo posto (72 punti) dietro al Levadia Tallinn (87) e davanti al Paide (a pari punti, favorito dagli scontri diretti).
- In coppa nazionale batte in finale il Levadia Tallinn (3-3 e poi 4-1 ai rigori) e vince per la seconda volta l'Eesti Karikas.

## Maglie e sponsor
La divisa casalinga era composta da una maglia nera con rifiniture bianche, pantaloncini neri e calzettoni neri. Quella da trasferta era invece composta da una maglia bianca con rifiniture nere, pantaloncini bianchi e calzettoni bianchi.
| Casa | Trasferta |

## Rosa
| N. |                     | Ruolo | Calciatore          |
| -- | ------------------- | ----- | ------------------- |
| 1  | Estonia (bandiera)  | P     | Henri Perk          |
| 2  | Estonia (bandiera)  | D     | Artur Sarnin        |
| 4  | Estonia (bandiera)  | D     | Alex Boronilstsikov |
| 5  | Francia (bandiera)  | D     | Yohan Mannone       |
| 7  | Estonia (bandiera)  | A     | Danil Tarassenkov   |
| 8  | Giappone (bandiera) | C     | Koki Hayashi        |
| 9  | Canada (bandiera)   | A     | Promise David       |
| 9  | Brasile (bandiera)  | A     | Lucas Serravalle    |
| 10 | Estonia (bandiera)  | C     | Nikita Ivanov       |
| 11 | Estonia (bandiera)  | A     | Mihhail Orlov       |
| 14 | Estonia (bandiera)  | C     | Nikita Komissarov   |
| 17 | Estonia (bandiera)  | A     | Kaspar Paur         |
| 18 | Estonia (bandiera)  | D     | Alfred Jüriöö       |
| 21 | Estonia (bandiera)  | A     | Peeter Klein        |
| 22 | Estonia (bandiera)  | D     | Aleksandr Nikolajev |

| N. |                     | Ruolo | Calciatore          |
| -- | ------------------- | ----- | ------------------- |
| 24 | Estonia (bandiera)  | A     | Alex Tamm           |
| 26 | Estonia (bandiera)  | C     | Rommi Siht          |
| 29 | Lettonia (bandiera) | C     | Ivans Patrikejevs   |
| 46 | Croazia (bandiera)  | D     | Roko Vukušić        |
| 47 | Francia (bandiera)  | D     | Marlone Foubert     |
| 50 | Estonia (bandiera)  | D     | Maksim Podholjuzin  |
| 69 | Russia (bandiera)   | P     | Maksim Pavlov       |
| 70 | Francia (bandiera)  | C     | Réginald Mbu Alidor |
| 77 | Estonia (bandiera)  | A     | Marlon Liivaru      |
| 78 | Ucraina (bandiera)  | D     | Danyl Maščenko      |
| 79 | Estonia (bandiera)  | A     | Pavel Marin         |
| 87 | Brasile (bandiera)  | C     | Guilherme Smith     |
| 88 | Estonia (bandiera)  | A     | Stanislav Agaptsev  |
| 96 | Estonia (bandiera)  | P     | Joonas Kindel       |